# 19631 Ґрінслівз
19631 Ґрінслівз (19631 Greensleeves) — астероїд головного поясу, відкритий 13 вересня 1999 року.
Тіссеранів параметр щодо Юпітера — 3,295.